# Orquestra Filarmônica de Munique
A Filarmônica de Munique (Münchner Philharmoniker) é uma das três maiores orquestras localizadas na cidade de Munique, juntamente com a Orquestra Sinfônica da Rádio Bávara e a Orquestra do Estado Bávaro. Desde 1985 a orquestra está situada no Centro de Cultura Gasteig.

## História
A orquestra foi fundada em Munique em 1893 por Franz Kaim, filho de um fabricante de pianos, com o nome de Orquestra Kaim. Em 1895 ele fez sua residência na cidade da Tonhalle. A orquestra logo atraiu ilustres regentes, como Gustav Mahler, primeiro diretor do grupo em 1897 e estreou sua Sinfonia Nº4 e a Sinfonia Nº8 com a orquestra e Bruno Walter dirigiu a orquestra para a estreia póstuma de Das Lied von der Erd, também de Mahler. Felix Weingartner foi o diretor musical de 1898 até 1905 e o jovem Wilhelm Furtwängler fez uma auspiciosa condução em 1906. 
Durante esse tempo, a orquestra que até 1910 ficou conhecida como Münich Konzertverein Orquestra foi privatizada, mas durante a Primeira Guerra Mundial a vida financeira da orquestra estava ruim e muitos músicos foram convocados para o serviço militar, forçando a orquestra a encerrar as atividades. Com o fim da guerra a orquestra foi comprada pela cidade de Munique e reaberta com o compositor Hans Pfitzner como diretor musical, logo substituído por Bruckner. Em 1928 a orquestra adquiriu o atual nome.
Com a ascensão do partido nazista em 1933, a orquestra estampou seu logotipo com a Suástica e com as palavras "A Orquestra do Movimento Fascista". Em 1938, o fervoroso pró-nazista Oswald Kabasta tomou  a frente da orquestra, elevando seus padrões musicais, mesmo com o início da Segunda Guerra Mundial.
Durante a guerra, Tonhalle foi destruída e a orquestra, sem sede, foi novamente encerrada. Depois da guerra, a orquestra foi recuperada pelos diretores musicais Hans Rosbaud e Rudolf Kempe. Em 1979, Sergiu Celibidache tomou a frente da orquestra, elevando-a a padrões de classe mundial. Notoriamente exigente com seus músicos, ele criou um som único com a orquestra. Em 1985 a orquestra passou a ser sediada no Gasteig, centro cultural de Munique.

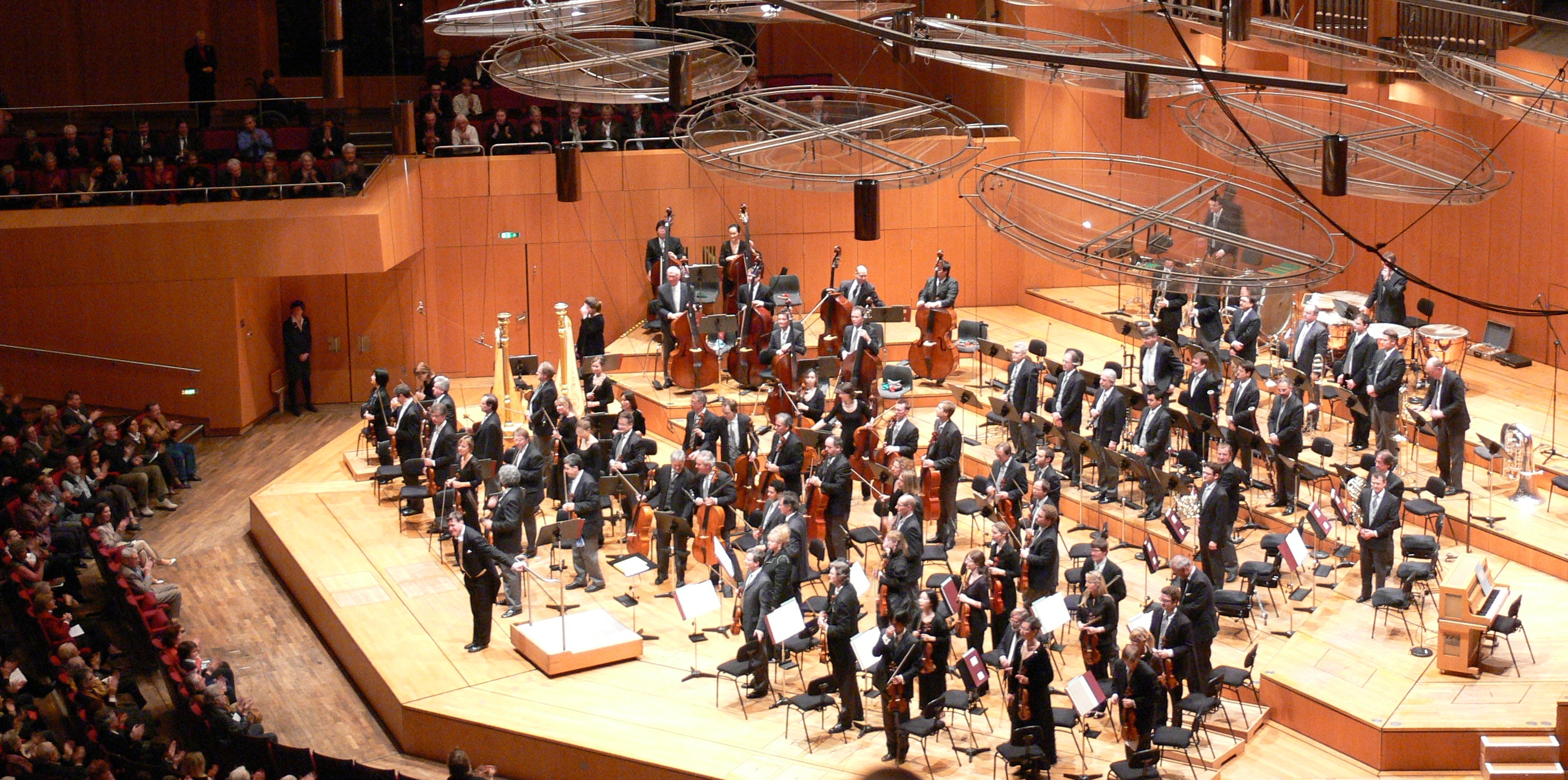
A Orquestra Filarmônica de Munique se apresentando em 2008

Depois da morte de Celibidache em 1996, o estadunidense James Levine se tornou condutor chefe da orquestra, permanecendo no cargo até 2004. Christian Thielemann se tornou diretor musical em 2004, onde permanece até hoje. O maestro indiano Zubin Mehta é o atual Maestro Laureado.
A Filarmônica de Munique estreou peças de Günter Bialas, Anton Bruckner, Harald Genzmer, Luigi Nono, Gustav Mahler entre outros.

## Diretores artísticos
- Christian Thielemann (2004–presente)
- James Levine (1999–2004)
- Sergiu Celibidache (1979–1996)
- Rudolf Kempe (1967–1976)
- Fritz Rieger (1949–1966)
- Hans Rosbaud (1945–1948)
- Oswald Kabasta (1938–1944)
- Siegmund von Hausegger (1920–1938)
- Hans Pfitzner (1919–1920)
- Ferdinand Löwe (1908–1914)
- Georg Schnéevoigt (1905–1908)
- Felix Weingartner (1898–1905)
- Ferdinand Löwe (1897–1898)
- Hermann Zumpe (1895–1897)
- Hans Winderstein (1893–1895)